# Хмельницкий, Исаак Абрамович
Исаа́к Абра́мович Хмельни́цкий (1 июля 1861, Павлоград, Екатеринославская губерния, Российская империя — 1941) — русский и советский юрист, историк адвокатуры, учёный, публицист, редактор, общественный деятель. Педагог, профессор Одесского института народного хозяйства.

## Биография
Из мещанской семьи. Отец Александра Исааковича Хмельницкого (1889—1919), первого народного комиссара юстиции Украинской советской республики, писателя Сергея Исааковича Хмельницкого (1907—1952) и члена партии эсеров Натальи Исааковны Изразцовой (1888—1965).
С 16-ти лет давал частные уроки, публиковал статьи в периодических изданиях Петербурга («Неделя») и других городов («Екатеринославский листок», «Днепр», «Южный Край»). В 1881 году И. А. Хмельницкий поступил на естественное отделение физико-математического факультета Харьковского университета, через год перевёлся на то же отделение Петербургского университета, где в 1883—1884 учебном году стал студентом юридического факультета, который окончил в 1887 году со степенью
кандидата права. Во время учёбы активно участвовал в студенческих собраниях и демонстрациях. 17 ноября 1886 года. за участие в демонстрации, по случаю 25-летия со дня смерти Н. А. Добролюбова, был задержан полицией, некоторое время находился под арестом, после был вынужден покинуть столицу. С сентября 1887 года поселился в Одессе.
Занялся частной адвокатской практикой. В положении «бесправного адвоката» оставался на протяжении восемнадцати лет — до 1905 года. Позже был принят в присяжные поверенные судебных учреждений Одесского округа. На этой должности, несмотря на двухгодичный перерыв (1908—1910) и политические события (1914—1917) он оставался до 1919 года.
Был членом общественных организаций по борьбе с голодом, по распространению внешкольного просвещения, по формированию трудовых артелей и других. Например, с 1904 года принимал практическое участие в местных союзах адвокатов и журналистов, а также был одним из организаторов «Кружка политических защитников», обслуживавшего политические процессы не только в Одессе, но и выездные сессии судебных заседаний в Севастополе, Херсоне и других городах.

## Семья
- Первая жена — Виктория Моисеевна Хмельницкая (1861 — 7 сентября 1904)[1][2]. Дочери Наталья (1888—1965), Анастасия (1895—?, в браке Коберман), Евгения (1900—?)[3]. Сын Александр (1889—1919).
- Вторая жена (с 24 марта 1906 года)[4] — Геня-Гудя Шимоновна (Евгения Семёновна) Хмельницкая (в девичестве Хаит, 1874—?)[5]. Сын Сергей.
- Племянники — филолог Григорий Александрович Гуковский и историк Матвей Александрович Гуковский.
- Состоял в родстве с наркомом финансов РСФСР И. Э. Гуковским.

## Политическая деятельность
С 1904 по 1910 годы был членом рабочей социал-демократической партии России (РСДРП). В 1905—1906 годах. занимал должность редактора первой на юге России социал-демократической газеты «Коммерческая Россия», впоследствии закрытой губернской администрацией. В 1907 г. по обвинению в принадлежности к
революционной организации и в установлении постоянных отношений с политическими заключёнными одесской тюрьмы И. Хмельницкий был арестован. После трёх с половиной месяцев заключения по распоряжению Департамента полиции его подвергли высылке за пределы России на два года. В период ссылки (1908—1910) за границей, И. Хмельницкий проживал в Вене, Женеве и Париже. Принимал участие в кружках Г. В. Плеханова, С. М. Гинзбурга и был заведующим общей эмигрантской кассой. По возвращении в Россию продолжал поддерживать отношения с революционными организациями.
После Февральской революции 1917 года И. Хмельницкий принимал активное участие в партийной работе социал-демократов, но после раскола партии в июле 1917 года вышел из её состава.
В августе 1920 года вступил в ряды ВКП(б). С апреля 1919 года в Одессе И. Хмельницкий вошёл в состав коллегии Одесского юридического отдела в качестве заведующего судебно-следственным подотделом. Также он занимал пост председателя советского народного суда и был членом редакционной коллегии по изданию «Вестника Губернского юридического отдела». В августе 1919 года с вступлением в Одессу добровольческой армии генерала А. И. Деникина был арестован.

## Педагогическая деятельность
С марта 1922 года до 1930 года И. Хмельницкий преподавал в Одесском институте народного образования (ОИНО), где читал курс лекций «Советское строительство» и «Советская Конституция»; вёл курс права в еврейском секторе факультета социального воспитания этого института. В начале 1922/23 учебного года был избран на должность профессора Одесского института народного хозяйства (ОИНХ) по курсам «Основы трудового права», «Уголовного процесса» и рабочего факультета ОИНО, где вёл курс лекций «Конституция Советской республики». Также И. Хмельницкий входил в состав администрации ОИНО — с мая 1922 по январь 1923 годов он являлся деканом факультета политического просвещения.

## Научная деятельность
Литературно-публицистические и общественно-политические статьи А. Хмельницкого постоянно печатались во
многих общественных периодических изданиях: «Южные записки», «Жизнь Юга», «Одесский вестник», «Одесский листок» (редактор А. Е. Кауфман), «Одесские Новости» (редактор Чейфека), «Южное Обозрение», «Русские ведомости» (Москва), «Курьер» (Москва), «Бессарабский вестник», «Южный курьер», «Донская речь», «Подольские Известия». На страницах этих изданий он давал характеристику экономическим, национально-политическим и нравственно-культурным вопросам жизни общества. Также в это время И. Хмельницкий опубликовал ряд научно-популярных и научно-методических работ по юриспруденции. С редакциями тематических изданий: «Юридический вестник» (редактор Муращев), «Судебная газета», «Вестник права», «Журнал гражданского и уголовного права», «Журнал Петербургского юридического общества», «Право», «Труды Одесского юридического общества», «Труды Одесского библиографического общества», «Известия Одесского библиографического общества при Императорском Новороссийском университете» и многими другими он сотрудничал, как специалист в области
уголовного права и процесса, судопроизводства, истории адвокатуры и общих вопросов права.
Умер в конце лета 1941 года в больнице Новороссийска по дороге в эвакуацию в Махачкалу.

## Публикации
- Новые законы, изданные в период времени с 1889—1891 г. по гражданскому праву и процессу] / Сост. канд. прав И. А. Хмельницкий. Одесса: тип. Соколовского и Паппадато, 1891.
- Устав гражданского судопроизводства со всеми изменениями и дополнениями, произведёнными в тексте его до последнего времени до 15 ноября 1892 года. Одесса: тип. «Одесского листка», 1892. — 394 с.
- Устав гражданского судопроизводства со всеми изменениями и дополнениями, произведёнными в тексте его до последнего времени до 15 ноября 1892 года. Выпуск 2. Одесса: тип. «Одесского листка», 1892. — 247 с.
- Новейшие узаконения по гражданскому праву и процессу, обнародованные в течение 1893 года: с комментариями. Прибавление к сб. «Новые законы по гражданскому праву и процессу, изданные в период времени 1889—1892 г.». 2-е изд. Одесса: тип. Гальперина и Швейцера, 1893.
- Новый закон о преследовании ростовщичества. Закон о наказуемости обманов при совершении воспрещённых сделок. Новые карательные постановления об охранении народного здравия, о нарушениях устава о питейном сборе и проч. Первое прибавление к «Сборнику законов по уголовному праву и процессу с 1886 г. по последнее время». Одесса: тип. Гальперина и Швейцера, 1893.
- Новые правила о наказаниях при совокупности и повторении преступных деяний. Одесса: тип. «Одесского листка», 1894.
- Новое положение о паспортах: Высочайше утверждённое 3 июня 1894 г. положение о видах на жительство с приведением узаконений, на которые в нём сделаны ссылки, и с приложением необходимых пояснений к тексту нового закона. Одесса, 1894.
- Устав гражданского судопроизводства со всеми изменениями и дополнениями, произведёнными в тексте его до последнего времени: В 2 ч. Одесса: тип. «Одесского листка», 1894.
- Тридцатипятилетие нового суда (1864—1899). Одесса: тип. Гальперина и Швейцера, 1900.
- Судебная реформа в её деятелях (К 50-летию «Судебных уставов»). Одесса: тип. С. О. Розенштрауха, 1915.
- Устав жилищного кооператива (примерный): Текст, постатейный комментарий и все относящиеся к уставу законоположения, действующие в УССР и СССР / И. А. Хмельницкий, проф. Одесского института народного хозяйства. Одесса: Одесский жилсоюз, 1925.